# Aek Tolang (Padang Bolak)
Aek Tolang is een bestuurslaag in het regentschap Padang Lawas Utara van de provincie Noord-Sumatra, Indonesië. Aek Tolang telt 452 inwoners (volkstelling 2010).